# Migadopinae
Migadopinae (лат.) — подсемейство жуков из семейства жужелиц. Длина тела от 6 до 20 мм. Встречаются в Южном полушарии: Южная Америка, Фолклендские острова, Тасмания, Австралия, Новая Зеландия.

## Описание
Мандибулы с двумя заметными зубчиками около вершины, задний из них всегда меньше переднего.

## Систематика
К подсемейству относят 16 родов в двух трибах:
- Amarotypini Liebherr and Will, 1998
  - Amarotypus Bates, 1872
- Migadopini Chaudoir, 1861
  - Antarctonomus Chaudoir, 1861
  - Amaroxenus Larochelle & Larivière, 2022[3]
  - Aquilex Moret, 1990
  - Calathosoma Jeannel, 1938
  - Calyptogonia Sloane, 1920
  - Decogmus Sloane, 1915
  - Lissopterus Waterhouse, 1843
  - Loxomerus Chaudoir, 1842
  - Migadopidius Jeannel, 1938
  - Migadops Waterhouse, 1842
  - Monolobus Solier, 1849
  - Nebriosoma Castelnau, 1867
  - Pseudomigadops Jeannel, 1938
  - Rhytidognathus Chaudoir, 1861
  - Stichonotus Sloane, 1910
  - Taenarthrus Broun, 1914